# Герб Залізного Порту
Герб Залізного Порту  — геральдичний символ села Залізний Порт Херсонської області. Офіційного затвердження не має.

## Опис
Герб являє собою чотирикутний щит з круглою основою, який утримується двома фантастичними істотами, та увінчаний тризубою короною. На поверхні щита є зображення: півдиск сонця, що піднімається та  дерево на узбережжі, що омивається хвилями моря. Фантастичні істоти – коні з перетинчастими лапами і гривою та риб’ячим хвостом, замість задньої частини тулуба. Істоти стоять вертикально та утримують з боків щит лапами.

## Історія

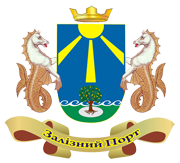
Стара версія герба